# Filip Krušlin
Filip Krušlin (Zagreb, 18 de marzo de 1989) es un baloncestista croata que pertenece a la plantilla del SIG Strasbourg de la LNB Pro A. Con 1,96 metros de estatura, juega en la posición de base.

## Trayectoria deportiva
Comenzó su andadura profesional en el Cibona Zagreb, equipo en el que jugaba en sus categorías inferiores. En esa primera temporada tuvo minutos en 13 partidos, en los que promedió 1,5 puntos por partido. Al año siguiente fue cedido a otro equipo de la ciudad, el KK Dubrava, y en 2010, tras superar una importante lesión, fichó por el KK Dubrovnik y poco después por el Bosna Sarajevo, donde ya empezó a tener minutos importantes, promediando 9,6 puntos y 2,2 rebotes por partido.
En 2011 fichó por el KK Zabok, y al año siguiente por el KK Split, equipo con el que volvería a disputar la Liga del Adriático, y con los que promedió 7,7 puntos y 2,6 rebotes por partido.
En 2014 regresó a la Cibona Zagreb, equipo donde comenzó a jugar, y al que pertenece en la actualidad. En la temporada 2015-16 promedió 8,0 puntos, 2,6 rebotes y 2,3 asistencias por partido.
El 11 de junio de 2024 fichó por el SIG Strasbourg de la LNB Pro A francesa.

### Selección nacional
Participó en su etapa juvenil en los Campeonatos de Europa sub-18 y sub-20 con la Croacia, teniendo su mejor actuación en el Europeo U18 de 2007, en el que promedió 16,7 puntos y 2,7 rebotes por partido. En la actualidad forma parte de la selección absoluta que competirá en los Juegos Olímpicos de Río de Janeiro 2016.